# Чорнобильська програма відродження та розвитку
«Чорно́бильська програ́ма відро́дження та ро́звитку» (англ. Chernobyl Recovery and Development Programme) — гуманітарна програма ООН, яка спрямована на забезпечення повернення до нормального життя людей, що живуть в регіонах, постраждалих від Чорнобильської катастрофи, підтримка уряду України у галузі подолання екологічних, економічних та соціальних наслідків аварії, впровадження сталого людського розвитку у постраждалих регіонах. Програма передбачає подальшу підтримку уряду України в розробці та реалізації орієнтованих на розвиток рішень для регіонів. Свою діяльність розпочала у 2002 році, на основі рекомендацій Звіту «Гуманітарні Наслідки Аварії на Чорнобильській АЕС: Стратегія Відродження», що був ініційований агенціями ООН. Програма є третім етапом загальної Чорнобильської програми ООН, яка діяла в 1999—2002 роках.
Для досягнення мети здійснюються заходи у кількох напрямках: підтримка законодавчих змін, впровадження інноваційних стратегій щодо подолання наслідків Чорнобильської катастрофи, забезпечення сталого розвитку постраждалих регіонів, інформування населення, допомога місцевим громадам у сфері самоорганізації та самоуправління, реалізація програм соціального, економічного, екологічного розвитку, зміцнення та розвиток системи інституційної підтримки, потенціалу організацій та установ, що мають сприяти соціально-економічному розвитку та екологічному відродженню Чорнобильських регіонів.
Здійснення заходів програми відбувається у чотирьох регіонах: Київській (Бородянський, Іванківський, Києво-Святошинський, Макарівський, Поліський райони), Житомирській (Брусилівський, Ємільчинський, Коростенський, Лугинський, Народицький, Овруцький, Олевський райони), Чернігівський (Чернігівський, Ріпкинський райони) та Рівненській (Дубровицький, Зарічненський та Рокитнівський райони) областях.

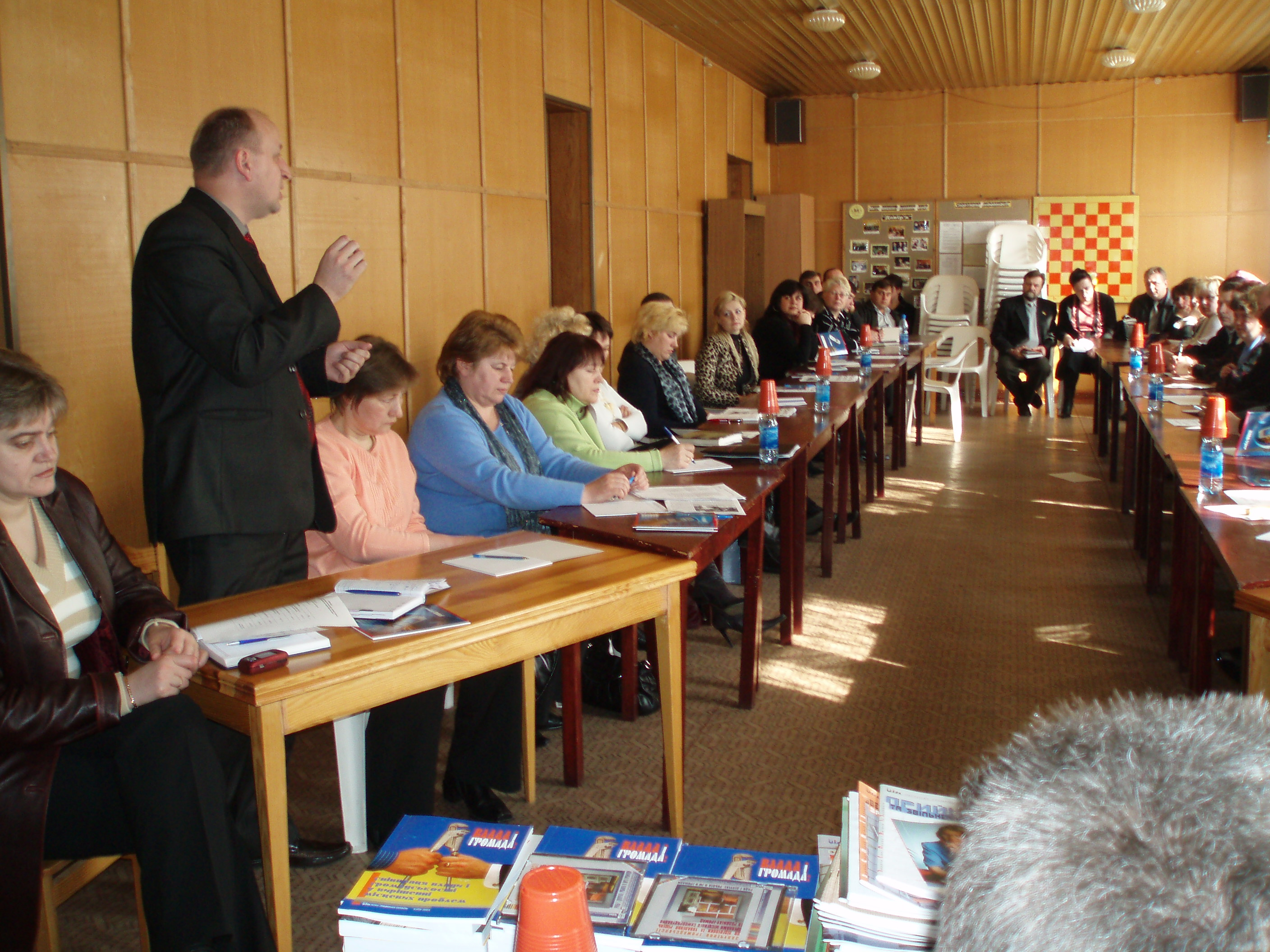
Зустріч з представниками місцевого самоврядування, Іванків, 22 липня 2009

Завдяки діяльності програми було впроваджено ряд заходів, які сприяли зміцненню міжрегіональної співпраці між Україною, Російською Федерацією та Білоруссю на територіях, що постраждали внаслідок Чорнобильської катастрофи, яка полягала у проведенні досліджень, круглих столів, конференцій, залученні до діалогу національних та міжнародних партнерів ЧПВР. Також надавалася консультативна допомога Уряду, яка втілилась у прийнятті Парламентом України нової Національної Програми по Чорнобилю на 2006—2010 роки.
Завдяки втіленню принципу «Громади і влада: партнери з питань відродження та розвитку» було створено 256 організацій громад у 174 населених пунктах, які займаються вирішенням наявних проблем. Ці організації, у загальному рахунку, реалізували більше 169 проектів відродження та розвитку, кошти на які поступали з кількох джерел: місцеві та районні адміністрації (40 %), Чорнобильська програма відродження та розвитку (31 %), організації громад (20 %), інші спонсори (9 %). Донорами програми є Фонд довіри заради людської безпеки ООН, Уряд Японії, Канадське агентство з міжнародного розвитку, Уряд Канади, Програма розвитку ООН, Спеціальний фонд волонтерства ООН, Швейцарське агентство з співпраці та розвитку, Уряд Швейцарії та Офіс з координації гуманітарних питань ООН, які загалом пожертвували понад 3,5 млн. $.
У рамках цих проектів для більше ніж 20 сільських фельдшерсько-акушерських пунктів було надано медичне обладнання, надавалась підтримка для створення молодіжних центрів, які забезпечувались комп'ютерною технікою.
Для представників місцевої виконавчої влади та самоуправління проводились тренінги з питань організації, підготовки та управління проектами, місцевого економічного розвитку та планування. Серед місцевих жителів розповсюджувались брошури, буклети, плакати, CD щодо наслідків аварії на ЧАЕС та умов безпечного проживання на забрудненій території.